# Gran Premio de la Comunidad Valenciana de 2001
El Gran Premio de la Comunidad Valenciana de 2001 fue la decimosegunda prueba del Campeonato del Mundo de Motociclismo de 2001. Tuvo lugar en el fin de semana del 21 al 23 de septiembre de 2001 en el Circuito Ricardo Tormo, situado en Cheste, Comunidad Valenciana, España. La carrera de 500cc fue ganada por Sete Gibernau, seguido de Alex Barros y Kenny Roberts Jr. Daijiro Kato ganó la prueba de 250cc, por delante de Tetsuya Harada y Fonsi Nieto. La carrera de 125cc fue ganada por Manuel Poggiali, Toni Elías fue segundo y Dani Pedrosa tercero.

## Resultados

### Resultados 500cc
| Pos.    | N.º | Piloto                   | Constructor | Vueltas | Tiempo      | Parrilla | Pts. |
| ------- | --- | ------------------------ | ----------- | ------- | ----------- | -------- | ---- |
| 1       | 15  | Sete Gibernau            | Suzuki      | 30      | 54:39.391   | 12       | 25   |
| 2       | 4   | Alex Barros              | Honda       | 30      | +0.293      | 11       | 20   |
| 3       | 1   | Kenny Roberts Jr         | Suzuki      | 30      | +1.241      | 7        | 16   |
| 4       | 7   | Carlos Checa             | Yamaha      | 30      | +7.052      | 8        | 13   |
| 5       | 19  | Olivier Jacque           | Yamaha      | 30      | +29.809     | 14       | 11   |
| 6       | 11  | Tohru Ukawa              | Honda       | 30      | +29.863     | 10       | 10   |
| 7       | 56  | Shinya Nakano            | Yamaha      | 30      | +31.093     | 3        | 9    |
| 8       | 6   | Norifumi Abe             | Yamaha      | 30      | +31.609     | 13       | 8    |
| 9       | 17  | Jurgen van den Goorbergh | Proton KR   | 30      | +32.783     | 9        | 7    |
| 10      | 3   | Max Biaggi               | Yamaha      | 30      | +37.774     | 1        | 6    |
| 11      | 46  | Valentino Rossi          | Honda       | 30      | +40.512     | 2        | 5    |
| 12      | 5   | Garry McCoy              | Yamaha      | 30      | +1:36.743   | 5        | 4    |
| 13      | 14  | Anthony West             | Honda       | 29      | +1 Vuelta   | 18       | 3    |
| 14      | 16  | Johan Stigefelt          | Sabre V4    | 29      | +1 Vuelta   | 21       | 2    |
| 15      | 21  | Barry Veneman            | Honda       | 28      | +2 Vueltas  | 20       | 1    |
| 16      | 9   | Leon Haslam              | Honda       | 28      | +2 Vueltas  | 19       |      |
| 17      | 10  | José Luis Cardoso        | Yamaha      | 26      | +4 Vueltas  | 16       |      |
| Ret     | 18  | Brendan Clarke           | Honda       | 14      | Retirado    | 22       |      |
| Ret     | 28  | Àlex Crivillé            | Honda       | 7       | Accidente   | 6        |      |
| Ret     | 41  | Noriyuki Haga            | Yamaha      | 1       | Accidente   | 15       |      |
| Ret     | 12  | Haruchika Aoki           | Honda       | 0       | Accidente   | 17       |      |
| Ret     | 65  | Loris Capirossi          | Honda       | 0       | Accidente   | 4        |      |
| DNQ     | 37  | Miguel Tey               | Honda       |         | No calificó |          |      |
| Fuente: |     |                          |             |         |             |          |      |

### Resultados 250cc
La carrera se disputó en dos partes, ya que la lluvia causó su interrupción; Los tiempos de carrera de las dos partes se sumaron para determinar los resultados finales.
| Pos.    | N.º | Piloto             | Constructor | Vueltas | Tiempo      | Parrilla | Pts. |
| ------- | --- | ------------------ | ----------- | ------- | ----------- | -------- | ---- |
| 1       | 74  | Daijiro Kato       | Honda       | 27      | 44:01.853   | 5        | 25   |
| 2       | 31  | Tetsuya Harada     | Aprilia     | 27      | +4.943      | 4        | 20   |
| 3       | 10  | Fonsi Nieto        | Aprilia     | 27      | +12.371     | 1        | 16   |
| 4       | 7   | Emilio Alzamora    | Honda       | 27      | +14.972     | 9        | 13   |
| 5       | 99  | Jeremy McWilliams  | Aprilia     | 27      | +21.045     | 7        | 11   |
| 6       | 8   | Naoki Matsudo      | Yamaha      | 27      | +25.817     | 8        | 10   |
| 7       | 15  | Roberto Locatelli  | Aprilia     | 27      | +26.623     | 3        | 9    |
| 8       | 44  | Roberto Rolfo      | Aprilia     | 27      | +26.776     | 10       | 8    |
| 9       | 6   | Alex Debón         | Aprilia     | 27      | +35.372     | 2        | 7    |
| 10      | 81  | Randy de Puniet    | Aprilia     | 27      | +46.273     | 14       | 6    |
| 11      | 42  | David Checa        | Honda       | 27      | +47.766     | 13       | 5    |
| 12      | 18  | Shahrol Yuzy       | Yamaha      | 27      | +47.887     | 19       | 4    |
| 13      | 9   | Sebastián Porto    | Yamaha      | 27      | +49.132     | 18       | 3    |
| 14      | 21  | Franco Battaini    | Aprilia     | 27      | +51.582     | 11       | 2    |
| 15      | 22  | José David de Gea  | Yamaha      | 27      | +52.052     | 16       | 1    |
| 16      | 50  | Sylvain Guintoli   | Aprilia     | 27      | +53.057     | 15       |      |
| 17      | 46  | Taro Sekiguchi     | Yamaha      | 27      | +53.108     | 21       |      |
| 18      | 20  | Jerónimo Vidal     | Aprilia     | 27      | +1:17.203   | 24       |      |
| 19      | 11  | Riccardo Chiarello | Aprilia     | 27      | +1:42.393   | 22       |      |
| 20      | 38  | Álvaro Molina      | Yamaha      | 27      | +1:53.681   | 27       |      |
| 21      | 23  | César Barros       | Yamaha      | 27      | +2:07.720   | 28       |      |
| 22      | 16  | David Tomás        | Honda       | 27      | +2:12.659   | 23       |      |
| 23      | 45  | Stuart Edwards     | Yamaha      | 27      | +2:14.370   | 30       |      |
| 24      | 14  | Katja Poensgen     | Honda       | 27      | +2:23.258   | 29       |      |
| Ret     | 36  | Luis Costa         | Yamaha      | 19      | Retirado    | 26       |      |
| Ret     | 66  | Alex Hofmann       | Aprilia     | 16      | Retirado    | 12       |      |
| Ret     | 37  | Luca Boscoscuro    | Aprilia     | 13      | Retirado    | 20       |      |
| Ret     | 83  | Gábor Rizmayer     | Honda       | 9       | Retirado    | 31       |      |
| Ret     | 57  | Lorenzo Lanzi      | Aprilia     | 6       | Retirado    | 17       |      |
| Ret     | 24  | Jason Vincent      | Yamaha      | 5       | Retirado    | 25       |      |
| Ret     | 5   | Marco Melandri     | Aprilia     | 3       | Retirado    | 6        |      |
| DNQ     | 41  | Dámaso Nácher      | Honda       |         | No calificó |          |      |
| DNQ     | 43  | Isaac Martín       | Honda       |         | No calificó |          |      |
| DNQ     | 72  | Michael García     | Aprilia     |         | No calificó |          |      |
| DNQ     | 12  | Klaus Nöhles       | Aprilia     |         | No calificó |          |      |
| Fuente: |     |                    |             |         |             |          |      |

### Resultados 125cc
| Pos.    | N.º | Piloto               | Constructor | Vueltas | Tiempo    | Parrilla | Pts. |
| ------- | --- | -------------------- | ----------- | ------- | --------- | -------- | ---- |
| 1       | 54  | Manuel Poggiali      | Gilera      | 25      | 42:45.422 | 12       | 25   |
| 2       | 24  | Toni Elías           | Honda       | 25      | +0.022    | 1        | 20   |
| 3       | 26  | Dani Pedrosa         | Honda       | 25      | +0.263    | 8        | 16   |
| 4       | 41  | Youichi Ui           | Derbi       | 25      | +0.305    | 10       | 13   |
| 5       | 23  | Gino Borsoi          | Aprilia     | 25      | +0.561    | 6        | 11   |
| 6       | 16  | Simone Sanna         | Aprilia     | 25      | +0.586    | 2        | 10   |
| 7       | 17  | Steve Jenkner        | Aprilia     | 25      | +0.654    | 5        | 9    |
| 8       | 9   | Lucio Cecchinello    | Aprilia     | 25      | +1.596    | 3        | 8    |
| 9       | 11  | Max Sabbatani        | Aprilia     | 25      | +2.005    | 4        | 7    |
| 10      | 25  | Joan Olivé           | Honda       | 25      | +2.078    | 9        | 6    |
| 11      | 28  | Gábor Talmácsi       | Honda       | 25      | +15.746   | 11       | 5    |
| 12      | 7   | Stefano Perugini     | Italjet     | 25      | +17.225   | 29       | 4    |
| 13      | 6   | Mirko Giansanti      | Honda       | 25      | +17.369   | 18       | 3    |
| 14      | 22  | Pablo Nieto          | Derbi       | 25      | +17.456   | 14       | 2    |
| 15      | 31  | Ángel Rodríguez      | Aprilia     | 25      | +17.709   | 19       | 1    |
| 16      | 29  | Ángel Nieto Jr.      | Honda       | 25      | +18.686   | 15       |      |
| 17      | 34  | Eric Bataille        | Honda       | 25      | +20.387   | 13       |      |
| 18      | 21  | Arnaud Vincent       | Honda       | 25      | +20.537   | 16       |      |
| 19      | 20  | Gaspare Caffiero     | Aprilia     | 25      | +21.800   | 28       |      |
| 20      | 19  | Alessandro Brannetti | Aprilia     | 25      | +24.857   | 24       |      |
| 21      | 18  | Jakub Smrž           | Honda       | 25      | +24.946   | 23       |      |
| 22      | 8   | Gianluigi Scalvini   | Italjet     | 25      | +38.255   | 22       |      |
| 23      | 4   | Masao Azuma          | Honda       | 25      | +38.692   | 20       |      |
| 24      | 77  | Adrián Araujo        | Honda       | 25      | +42.858   | 34       |      |
| 25      | 12  | Raúl Jara            | Aprilia     | 25      | +43.450   | 26       |      |
| 26      | 30  | Jascha Büch          | Honda       | 25      | +1:01.078 | 30       |      |
| Ret     | 15  | Alex de Angelis      | Honda       | 24      | Accidente | 21       |      |
| Ret     | 44  | Héctor Faubel        | Aprilia     | 18      | Retirado  | 17       |      |
| Ret     | 39  | Jaroslav Huleš       | Honda       | 14      | Retirado  | 25       |      |
| Ret     | 45  | Javier Forés         | Aprilia     | 14      | Retirado  | 27       |      |
| Ret     | 75  | Fabrizio Lai         | Rieju       | 11      | Accidente | 31       |      |
| Ret     | 5   | Noboru Ueda          | TSR-Honda   | 7       | Accidente | 7        |      |
| Ret     | 37  | William de Angelis   | Honda       | 6       | Retirado  | 33       |      |
| Ret     | 82  | Mika Kallio          | Honda       | 4       | Accidente | 32       |      |
| Fuente: |     |                      |             |         |           |          |      |